# Peltodytes dispersus
Peltodytes dispersus är en skalbaggsart som beskrevs av Roberts 1913. Peltodytes dispersus ingår i släktet Peltodytes och familjen vattentrampare. Inga underarter finns listade i Catalogue of Life.

## Bildgalleri

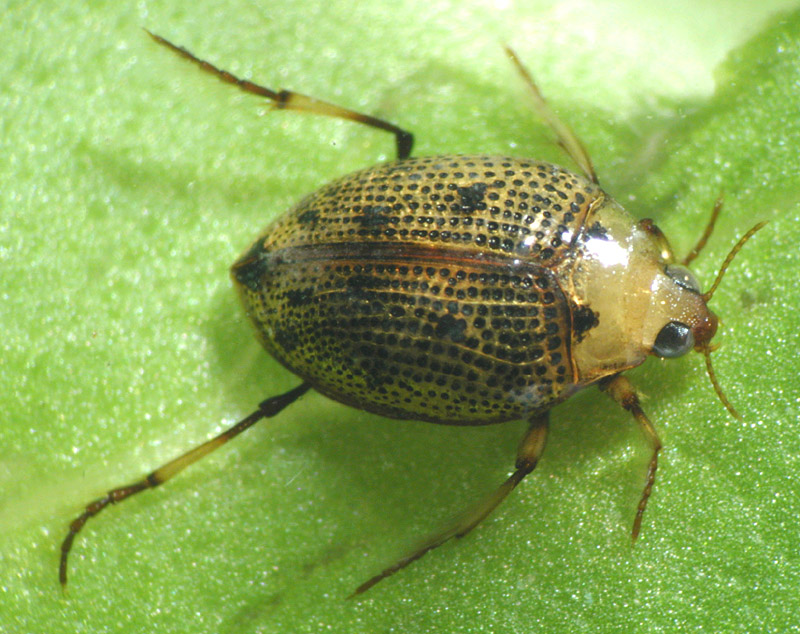